# Kaye Reed
Kaye Ellen Reed (* 1951) ist eine US-amerikanische Paläoanthropologin und Professorin an der School of Human Evolution and Social Change der Arizona State University in Tempe, Arizona. Seit 2002 leitet sie das Ledi-Geraru Research Project im Unteren Awash-Tal im Nordosten von Äthiopien.

## Werdegang
Kaye Reed studierte zunächst an der Portland State University, wo sie 1989 den Bachelor-Grad im Fach Anthropologie erwarb. Danach wechselte sie an die Stony Brook University, wo sie 1993 den Magister-Grad und 1996 den Doktor-Grad im Fach Anthropologie in der Arbeitsgruppe von John G. Fleagle erwarb. Schon für ihre Doktorarbeit über The Paleoecology of Makapansgat and Other African Plio-Pleistocene Hominid Localities war sie ab 1993 und bis 2004 als ehrenamtliche wissenschaftliche Mitarbeiterin am Bernard Price Institute for Palaeontological Research der University of the Witwatersrand in Johannesburg (Südafrika) tätig und hatte erstmals 1994 in Makapansgat in der Buffalo Cave geforscht.
Von 1995 bis 1997 war sie als Postdoc wissenschaftliche Mitarbeiterin am Institute of Human Origins, das 1997 der School of Human Evolution and Social Change der Arizona State University angegliedert wurde. Ab 1997 war sie Assistant Professor am Institut für Anthropologie der Arizona State University, zudem wurde die wissenschaftliche Mitarbeit am Institute of Human Origins bis in die Gegenwart fortgesetzt, und ab 2002 war sie Associate Professor in Arizona. 2012 wurde sie zur Professorin an der School of Human Evolution and Social Change berufen, eine Professur, die sie seitdem innehat. Seit 2021 ist sie zusätzlich stellvertretende Direktorin des Institute of Human Origins.
Seit 2023 ist Reed Mitglied der American Association for the Advancement of Science.

## Forschung
Zu den bedeutendsten Funden des von Kaye Reed initiierten Ledi-Geraru Research Project gehört das 2015 geborgene Unterkiefer-Fragment LD 350-1, das als der früheste bisher entdeckte Beleg für die Existenz der Gattung Homo gilt. Auf ein Alter von mindestens 2,58 Millionen Jahren datierte Steinwerkzeuge gehören zudem zu den ältesten bislang entdeckten Artefakten. 2025 wurden ferner 13 fossile Zähne aus dem Fundgebiet Ledi-Geraru wissenschaftlich beschrieben, von denen zehn Zähne Merkmale von Australopithecus besitzen. Sie unterscheiden sich jedoch so sehr von bereits bekannten Australopithecus-Arten, dass sie möglicherweise einer bislang nicht bekannten Art zuzuschreiben sind. Die drei anderen Zähne gehören – wie das Fossil LD 350-1 – zur Gattung Homo, jedoch möglicherweise ebenfalls zu einer bislang nicht wissenschaftlich beschriebenen Art.
Ziel ihres paläoökologischen Forschungsprojekts ist insbesondere, die Fauna der Säugetiere in der Epoche vor rund drei Millionen Jahren zu analysieren, um letztlich den Lebensraum der damals im Gebiet lebenden Verwandten der frühen Vorfahren des anatomisch modernen Menschen (Homo sapiens) zu rekonstruieren. Hierzu wurden beispielsweise zahlreiche Knochen von Hornträgern aufgelesen und deren Gattungen und Arten ermittelt. In vergleichbarer Weise wurden die fossilen Knochen von Giraffen und Schweinen bearbeitet.

## Schriften (Auswahl)
- Kaye E. Reed und John G. Fleagle: Geographic and climatic control of primate diversity. In: PNAS. Band 92, Nr. 17, 1995, S. 7874–7876, doi:10.1073/pnas.92.17.7874.
- Kaye E. Reed: Early Hominid Evolution and Ecological Change through the African Plio-Pleistocene. In: Journal of Human Evolution. Band 32, Nr. 2–3, 1997, S. 289–322, doi:10.1006/jhev.1996.0106.
- John G. Fleagle, Charles Janson und Kaye Reed (Hrsg.): Primate Communities. Cambridge University Press, 1999, ISBN 978-0-511-54238-1.
- Kaye E. Reed, John G. Fleagle und Richard E. Leakey: The Paleobiology of Australopithecus. Contributions from the Fourth Stony Brook Human Evolution Symposium and Workshop, Diversity in Australopithecus: Tracking the First Bipeds. September 25–28, 2007. Springer, Dordrecht / New York 2013. ISBN 978-94-007-5918-3.
- Kaye Reed: Paleoecology. In: The International Encyclopedia of Biological Anthropology. John Wiley & Sons, 2018. doi:10.1002/9781118584538.ieba0361.

## Belege
1. ↑  Universität Addis Abeba: Online Public Access Catalog (AAUL-OPAC)
2. ↑  Kaye Ellen Reed: The Paleoecology of Makapansgat and Other African Plio-Pleistocene Hominid Localities. Dissertation. State University of New York at Stony Brook, Mai 1996.
3. ↑  Kurzbiografie mit Link zum CV
4. ↑  2023-Fellows der American Association for the Advancement of Science
5. ↑  David R. Braun, Vera Aldeias, Will Archer […] und Kaye E. Reed: Earliest known Oldowan artifacts at >2.58 Ma from Ledi-Geraru, Ethiopia, highlight early technological diversity. In: PNAS. Band 116, Nr. 24, 2019, S. 11712–11717, doi:10.1073/pnas.1820177116.
 Menschliche Vorfahren haben Steinwerkzeuge mehrmals erfunden. Auf: mpg.de vom 3. Juni 2019
6. ↑  Brian Villmoare, Lucas K. Delezene, Amy L. Rector […] und Kaye E. Reed: New discoveries of Australopithecus and Homo from Ledi-Geraru, Ethiopia. In: Nature. Online-Vorabveröffentlichung vom 13. August 2025, doi:10.1038/s41586-025-09390-4.
Discovery confirms early species of hominins co-existed in Ethiopia. Auf: eurekalert.org vom 13. August 2025.
 Als Vor- und Frühmenschen koexistierten. Auf: wissenschaft.de vom 13. August 2025.
7. ↑  Irene E. Smail, Amy L. Rector, Joshua R. Robinson und Kaye E. Reed: Pliocene climatic change and the origins of Homo at Ledi-Geraru, Ethiopia. In: Annals of Human Biology. Band 52, Nr. 1, 2025, 2462255, doi:10.1080/03014460.2025.2462255.
8. ↑  Denis Geraads, René Bobe und Kaye Reed: Pliocene Bovidae (Mammalia) from the Hadar Formation of Hadar and Ledi-Geraru, Lower Awash, Ethiopia. In: Journal of Vertebrate Paleontology. Band 32, Nr. 1 2012, S. 180–197, doi:10.1080/02724634.2012.632046.
9. ↑  Faysal Bibi, John Rowan und Kaye Reed: Late Pliocene Bovidae from Ledi-Geraru (Lower Awash Valley, Ethiopia) and their implications for Afar paleoecology. In: Journal of Vertebrate Paleontology. Band 37, Nr. 4, 2017, doi:10.1080/02724634.2017.1337639.
10. ↑  Denis Geraads, Kaye Reed und Rene Bobo: Pliocene Giraffidae (Mammalia) from the Hadar Formation of Hadar and Ledi-Geraru, Lower Awash, Ethiopia. In: Journal of Vertebrate Paleontology. Band 33, Nr. 2, 2013, S. 470–481, doi:10.1080/02724634.2013.723657.
11. ↑  John Rowan, Ellis M. Locke, Joshua R. Robinson, Christopher J. Campisano, Jonathan G. Wynn und Kaye E. Reed: Fossil Giraffidae (Mammalia, Artiodactyla) from Lee Adoyta, Ledi-Geraru, and Late Pliocene Dietary Evolution in Giraffids from the Lower Awash Valley, Ethiopia. In: Journal of Mammalian Evolution. Band 24, 2017, S. 359–371, doi:10.1007/s10914-016-9343-z.
12. ↑  Ignacio A. Lazagabaster, Antoine Souron, John Rowan, Joshua R. Robinson, Christopher J. Campisano und Kaye E. Reed: Fossil Suidae (Mammalia, Artiodactyla) from Lee Adoyta, Ledi-Geraru, lower Awash Valley, Ethiopia: Implications for late Pliocene turnover and paleoecology. In: Palaeogeography, Palaeoclimatology, Palaeoecology. Band 504, 2018, S. 186–200, doi:10.1016/j.palaeo.2018.05.029.

| Personendaten    | Personendaten                                        |
| ---------------- | ---------------------------------------------------- |
| NAME             | Reed, Kaye                                           |
| ALTERNATIVNAMEN  | Reed, Kaye E.; Reed, Kaye Ellen (vollständiger Name) |
| KURZBESCHREIBUNG | US-amerikanische Paläoanthropologin                  |
| GEBURTSDATUM     | 1951                                                 |